# Anidolyta duebenii
Anidolyta duebenii är en snäckart som först beskrevs av Sven Lovén 1846.
Anidolyta duebenii ingår i släktet Anidolyta och familjen Tylodinidae. Arten är reproducerande i Sverige. Inga underarter finns listade i Catalogue of Life.